# Shanghaïen
 (septembre 2020).
Si vous disposez d'ouvrages ou d'articles de référence ou si vous connaissez des sites web de qualité traitant du thème abordé ici, merci de compléter l'article en donnant les références utiles à sa vérifiabilité et en les liant à la section « Notes et références ».
Le shanghaïen (en chinois : 上海话 ; transcription en shanghaïen : zanhererau /zɑ̃˨.ˈhe˦.ɦɛ˨.ɦʊ˩/ ; en pinyin : shànghǎihuà), parfois appelé dialecte de Shanghai, est une forme dialectale du wu parlé dans la ville de Shanghai. Au sein du groupe linguistique wu, il représente la forme septentrionale. Avec quatorze millions de locuteurs, c'est la forme la plus répandue au sein de ce groupe linguistique.
Le shanghaïen est aussi une langue écrite et bien identifiée, avec seulement deux contrastes tonals (haut et bas), à la différence du mandarin (quatre tons) et du cantonais (neuf tons).

## Le dilemme shanghaïen-mandarin
L'usage du shanghaïen n'est pas encouragé dans les écoles, les journaux et les radios, contrairement au mandarin. Des pancartes des universités shanghaïennes rappellent : « Parlez le mandarin ! » Toutefois, on entend souvent du shanghaïen à la radio, ainsi qu'épisodiquement à la télévision - une série appelée Nie Zhai (« la dette du diable ») était jouée en dialecte. Les sous-titres en mandarin sont alors préférés à un doublage. En 2004, une version shanghaïenne de Tom et Jerry a été interdite de diffusion. 
En août 2005, des dépêches ont indiqué que le shanghaïen serait enseigné dans les lycées, donnant lieu à une grande controverse. Les partisans de cette réforme plaidaient pour un bénéfice culturel, ses opposants arguant que la réforme encouragerait des discriminations sur les origines des élèves : les Shanghaïens ont une réputation de fierté caricaturale et parfois hautaine de leur propre identité, regardant de haut les Chinois issus d'autres provinces.
En septembre 2005, le gouvernement municipal de Shanghai a lancé un programme d'encouragement du mandarin parlé à Shanghai. Les travailleurs des industries de services seront obligés de répondre exclusivement en mandarin à leurs clients et de passer un test de niveau en mandarin en 2010. Ceux qui auront un mauvais niveau de mandarin ou un accent trop prononcé devront participer à des cours de remise à niveau.

## Phonologie

### Consonnes initiales
Les consonnes initiales du shanghaïen sont les suivantes :
|            |           | Labiales       | Alvéolaires | Palatales       | Vélaires  | Glottales |
| ---------- | --------- | -------------- | ----------- | --------------- | --------- | --------- |
| Nasales    | Nasales   | [m] (m)        | [n] (n)     | [ɲ] (gn)        | [ŋ] (ng)  |           |
| Occlusives | sourdes   | [p] (p)        | [t] (t)     |                 | [k] (k)   | [ʔ] (')   |
| Occlusives | aspirées  | [pʰ] (ph)      | [tʰ] (th)   |                 | [kʰ] (kh) |           |
| Occlusives | sonores   | [b] (b)        | [d] (d)     |                 | [g] (g)   |           |
| Affriquées | sourdes   |                |             | [t͡ɕ] (c)        |           |           |
| Affriquées | aspirées  |                |             | [t͡ɕʰ] (ch)      |           |           |
| Affriquées | sonores   |                |             | [d͡ʑ] (dj)       |           |           |
| Fricatives | sourdes   | [f] (f)        | [s] (s)     | [ɕ] (x)         |           | [h] (h)   |
| Fricatives | sonores   | [v] (v)        | [z] (z)     | [ʑ] (j)         |           | [ɦ] (r)   |
| Spirantes  | centrales | [w] / [ɦw] (w) |             | [ j] / [ɦj] (y) |           |           |
| Spirantes  | latérales |                | [l] (l)     |                 |           |           |

Notes :
- Les consonnes alvéolo-palatales ont des allophones palato-alvéolaires.
- [nʲ] (gn) est parfois prononcé [ ɲ].
- L'apostrophe peut aussi séparer deux syllabes en cas d'ambiguïté. Par exemple, le mot 天鹅 (cygne) est romanisé ‹ thi'ngu › et non pas ‹ thingu › car les syllabes sont ‹ thi ngu › et non pas ‹ thin gu ›.
- L'ajout d'un ‹ h › derrière certaines consonnes indique un dévoisement : [ʔm] (mh), [ʔv] (vh), [ʔn] (nh), [ʔz] (zh) et [ʔl] (lh). Dans d'autres cas, le dévoisement est indiqué différemment : [ʔŋ] (ngh) et [ʔɲ] (nyh) (allophone de [ʔnʲ]).

### Rimes

#### Voyelles
|             | Antérieures | Antérieures | Centrales | Centrales | Postérieures | Postérieures |
| non-arr.    | arr.        | non-arr.    | schwa     | non-arr.  | arr.         |              |
| ----------- | ----------- | ----------- | --------- | --------- | ------------ | ------------ |
| Fermées     | [i] (i)     | [y] (iu)    | [ɿ] (-y)  |           |              | [u] (u)      |
| Mi-fermées  |             | [ø] (eu)    |           |           | [ɤ] (oe)     | [o] au       |
| Moyennes    | [e̞] (e)     |             |           |           |              |              |
| Mi-ouvertes |             |             |           |           |              | [ɔ] (o)      |
| Ouvertes    |             |             |           | [ä] (a)   |              |              |

Notes :
- Il existe aussi la voyelle [z̩] (notée ‹ y ›). Cette dernière est toujours précédée par ‹ s ›, ‹ z ›, ‹ tsh › ou ‹ ts ›.
- ‹ e › se prononce [ə] dans les syllabes fermées et [ɛ] le reste du temps.
- ‹ au › est parfois retranscrit ‹ oo ›, notamment dans les milieux anglo-saxons.
- Si la voyelle [y] suit ‹ sh ›, ‹ zh ›, ‹ j ›, ‹ c ›, ‹ ch ›, ‹ ny › ou ‹ y ›, elle est notée ‹ u ›.

#### -q ou -n
| -ʔ (-q) | -ɲ, -ŋ, Ṽ (-n) |
| ------- | -------------- |
| aʔ      | ã              |
| əʔ      | əɲ             |
| iɪʔ     | iɲ             |
| oʔ      | oŋ             |
|         | ɑ̃              |

#### Rimes
| Voyelles | Onset glide | Onset glide | Exemples                   | Exemples                     |
| Voyelles | /j/         | /w/         | Exemples                   | Exemples                     |
| -------- | ----------- | ----------- | -------------------------- | ---------------------------- |
| /a/      | /ja/        | /wa/        | 鞋 gha, 夜 ya, 坏 wa       | chaussure, nuit, mauvais     |
| /e̞/      | /je̞/        | /we̞/        | 廿 nyie, 胃 we             | vingt, estomac               |
| /i/      |             |             | 西 shi                     | ouest                        |
| /ø/      |             | /wø/        | 酸 soe                     | acide                        |
| /y/      |             |             | 雨 yu                      | pluie                        |
| /z̩/      |             |             | 四 sy                      | quatre                       |
| /ɔ/      | /jɔ/        |             | 刀 tau, 小 shiau           | couteau, petit               |
| /o/      |             |             | 花 ho                      | fleur                        |
| /ɤ/      | /jɤ/        |             | 欧 eu, 秋 chieu            | l'Europe, automne            |
| /u/      |             |             | 路 lu                      | route                        |
| /aʔ/     | /jaʔ/       | /waʔ/       | 白 pah, 药 yah, 刮 kwah    | blanc, médicament, raser     |
| /əʔ/     |             | /wəʔ/       | 十 zeh, 骨 kweh            | dix, os                      |
| /iɪʔ/    |             | /ɥɪʔ/       | 一 ih, 血 shiuh            | un, sang                     |
| /oʔ/     | /joʔ/       |             | 六 loh, 玉 nyoh            | six, jade                    |
| /ã/      | /jã/        | /wã/        | 打 tan, 香 shian, 横 wan   | battre, fragrant, horizontal |
| /ɑ̃/      | /jɑ̃/        | /wɑ̃/        | 狼 laon, 旺 yaon, 光 kuaon | loup, prospère, lumièr       |
| /iɲ/     |             | /ɥiɲ/       | 新 shin, 云 yun            | nouveau, nuage               |
| /əɲ/     |             | /wəɲ/       | 真 tsen, 棍 kuen           | véritable, bâton             |
| /oŋ/     | /joŋ/       |             | 风 fon, 用 yon             | vent, utiliser               |

### Consonnes finales
Il existe trois consonnes finales : ‹ n ›, ‹ q › et ‹ l ›. Le ‹ n › final indique la nasalisation derrière ‹ a › ou ‹ o › et la consonne [ ɲ] dans les autres cas. Le ‹ q › indique un coup de glotte et le ‹ l › n'existe que dans la finale [əɫ] (el).

### Tons
- Le shanghaien a seulement deux contrastes tonals : bin et chî, car les tons shanghaïens sont déterminés par les conditions de consonnes sourdes ou sonores et voyelles longues et brèves.
- Les syllabes avec les voyelles brèves (indiquées par -q) ont un ton qui s'appelle zaq (brève). Les autres sont : bin (naturel ou plat) ou chî (sifflé ou oblique).
- Avec les consonnes sourdes (y compris les assourdies : lh, mh, nh, kn, nk, vh, zh), les tons sont plus hauts, classés comme les tons féminins (in),  les contraires sont les tons masculins (yan).
- L'importance du ton est limitée dans le shangaïen moderne, surtout dans les voyelles atones. On ne marque que les tons accentués.
- L'accent ^ pour indiquer le ton chî. Avec une consonne sourde, l'inchî (le ton sifflé féminin), ce ton est un peu plus bas et long que son contraste, l'inbin (le ton naturel  féminin);  avec une consonne sonore, le yanchî (le ton sifflé masculin), ce ton en langue moderne est déjà confondu avec son contraste : le yanbin (le ton naturel  masculin).
- L'accent aigu « ´ » pour les autres tons, bin ne se présente jamais avec une voyelle brève, zaq se présente toujours avec une voyelle brève(avec –q). Dans un mot  avec une seule syllabe on ne marque pas l'accent aigu.
- Quand il n'est pas possible d'utiliser l'accent  (dans le clavier anglais), on emploie "–r" ou "-h" à la place de  « ^ ».  (maintenant, le clavier espagnol peut marquer ý, ne peut pas faire ŷ, le clavier français-canadien fait le contraire) .

## Mots et phrases courants en shanghaien
| traduction             | méthode latine          | IPA                    |
| ---------------------- | ----------------------- | ---------------------- |
| Shanghaien             | Zânhe rérau             | zɑ̃.he̞ ɦe̞.ɦʊ            |
| bonjour                | nón hô                  | noŋ hɔ                 |
| au revoir              | tzêwe                   | t͡se̞.ɦwe̞                |
| s'il te plaît          | chîn                    | t͡ɕʰiɲ                  |
| merci                  | jâja                    | ʑja.ɦja ou ʑja.ʑja     |
| désolé                 | têveqchi                | te̞.vəʔ.t͡ɕʰi            |
| celui-ci               | êtzaq                   | ˈɛtsɐʔ                 |
| ici                    | êtaq                    | ˈɛtɐʔ                  |
| là                     | êmitaq                  | ˈɛmitɐʔ                |
| ici                    | géqtaq                  | gɐˑtɐʔ                 |
| où                     | râlitaq, sâdifan        | a̤ɺitɐʔ, sadifɑ̃         |
| lequel/laquelle        | râlitzaq                | a̤ɺitsɐʔ                |
| quoi                   | sâ                      | sa                     |
| qui                    | sâgnin                  | sa ɲin                 |
| quand                  | sâzenkuan               | sazənkuɑ̃               |
| comment                | nânen, nâna, nânenka    | nanən, nana, nanənka   |
| combien?               | Cîdi?                   | ʧidi                   |
| oui                    | ê                       | ˈɛ                     |
| non                    | véqzy, mmeq, vio        | vəˑz1, m̩məʔ, viɔ       |
| chez soi               | Óqlixian                | oˑɺiʃɑ̃                 |
| Où sont les toilettes? | Tsŷsuke leqla ralitaq?  | tsʰ1sɯkɛ ɺɐˑɺɐʔ a̤ɺitɐʔ |
| Je ne sais pas         | Ngû veq-xiôteq.         | ŋɯ vəˑʃɔtə;ʔ           |
| Anglais                | Ínven                   | ˈinvən                 |
| Parlez-vous Anglais?   | Nón Ínven wêteq kân vá? | nɔ̃ ˈinvən wɛtəʔ kãː va |
| Je t'aime              | Ngû ê-nón.              | ŋɯ ɛː nɔ̃               |
| Je t'adore             | Ngû êmoq-nón.           | ŋɯ̤ ɛmoʔ nɔ̃             |
| Je t'adore aussi       | Ngû êmoq sáq nón!       | ŋɯ ɛmoˑsɐʔ nɔ̃          |
| Je t'aime beaucoup     | Ngû lô hueúxi nón req!  | ŋɯ ɺɔː ˈhɯøʃi nɔ̃ ɦəʔ   |